# 桑多瓦利纳
桑多瓦利纳是巴西圣保罗州的一个市镇。总面积455.393平方公里，总人口3596人，人口密度7.9人/平方公里。